# Leukemija
Leukemija ili leukoza je zloćudna bolest krvotvornih organa, uglavnom koštane srži.
Bolest se očituje u promjenama, najčešće bijelih krvnih stanica (povećanim brojem nezrelih leukocita u krvi) koji imaju smanjenu sposobnost obrane organizma od bolesti.

## Uzroci
Ne znaju se točni uzroci ove bolesti, ali danas je poznato da se može pojaviti zbog genetskih čimbenika, izloženosti kemikalijama i radijaciji ili je može uzrokovati bakterija ili virus. Bolest može godinama biti prisutna u organizmu, a da se ne zna za nju. U velikom broju slučajeva dijagnosticira se slučajno.

## Simptomi
Simptomi leukemije su čest umor, gubitak apetita i tjelesne mase, povišena tjelesna temperatura, učestala znojenja, sklonost krvarenju i pojavljivanju modrica (koje su ili nisu izazvane udarcima, a posljedica su znatno smanjenog broja trombocita ), bol u kostima... Simptomi variraju od osobe do osobe.

## Tipovi
Četiri su osnovna tipa leukemije (ALL, AML, CLL i CML), dok je podtipova puno više. Ovisno o tome kako brzo se bolest razvija djelimo ih na akutne i kronične, a i u zavisnosti koji tip krvnih stanica je zahvaćen bolešću. 
Najčešće su: 
- ALL-akutna limfatična leukemija 
- AML-akutna mijeloidna leukemija 
- CLL-kronična limfocitna leukemija
- CML-kronična mijeloidna leukemija
- akutna nediferencirana leukemija 
- akutna miješana leukemija 
- akutna bifenotipska leukemija 
- juvenilna mijelomonocitna leukemija

## Liječenje
Ne postoji univerzalni lijek za sve pacijente. Terapija ovisi o tipu leukemije, dobi pacijenta, stupnju bolesti i općem stanju organizma. Akutne leukemije je potrebno početi liječiti čim prije, dok kronične ne zahtijevaju brz postupak liječenja, ali je izlječenje jako rijetko. U većini slučajeva oboljele se podvrgava kemoterapiji, zračenju središnjeg živčanog sustava, a ponekad i presađivanju koštane srži. Osnovni lijekovi: kortikosteroidi i citostatici- primjenjuju se peroralno, intravenski, intratekalno. Daju se krvni derivati.
|  | Molimo pročitajte upozorenje o korištenju medicinskih informacija. Ne provodite liječenje bez savjetovanja s liječnikom! |